# 维林别墅
36°4′51.5″N 120°19′19″E / 36.080972°N 120.32194°E
维林别墅（德語：Villa Vering）原址位于中国山东省青岛市市北区包头路22号，建于1899-1900年，现已不存。

## 历史
维林别墅位于港埠区（Hafenviertel）的德意志街（Deutschlandstraße，今包头路）奥古斯塔皇后街（Kaiserin-Augusta-Straße，今武定路）路口东南角，建于1899-1900年，最初为承包青岛大港建设工程的维林公司所建，供其筑港工程师约翰·施迪克弗特（John Stickforth）等人居住。1905年，施迪克弗特迁入其在棣德利路（Diederichsweg，今沂水路）的新居（施迪克弗特别墅）。
1912年1月，胶海关以14000关平两的价格从维林公司手中购买了维林别墅及其所在的占地面积10.283亩的地块，以供胶海关高级帮办居住。1913年地籍图中该地块业主登记为中国海关总税务司安格联。1930年代，此处改为胶海关“同乐会”（海关俱乐部）。1943年，该别墅被日本海军占用，改为海军士官宿舍。1945年日本投降后，该别墅被美国海军占用，1946年美军搬离此处后又被中华民国空军以敌产为由占用，胶海关几经力争未能收回，与敌伪产业处理局交涉后，将该房与辽宁路282号蒲池大楼及淄川路1号两处日产互抵。
1954年7月19日，胶海关的后继机构青岛海关经海关总署批复，将该地产与其他几处地产交予青岛市房地产管理局接管。该楼后由青岛市警备司令部所使用，1980年代末拆除。原址现为海军北海工程设计院。